# Канкан в Английском парке
«Канкан в Английском парке» — советский художественный фильм 1984 года режиссёра Валерьяна Пидпалого по мотивам романа Ростислава Самбука «Горький дым».

## Сюжет
Молодой украинский поэт и разведчик приезжает по туристической путевке в Мюнхен. Внешне поддавшись на уговоры своего брата, владельца нескольких ресторанов, он становится «невозвращенцем», поступает на службу в радиоцентр «Свобода», здание которого находится на территории Английского парка Мюнхена, и теперь имеет прекрасную возможность работать на КГБ под начальством офицеров ЦРУ…

Поэт Максим Рутковский отправился в туристическую поездку в ФРГ и не вернулся на родину. По протекции двоюродного брата, владельца некоторых ресторанов и шикарной виллы, получил вскоре прилично оплачиваемую работу. Оказался среди «счастливчиков»…
Максим Рутковский, герой фильма «Канкан в Английском парке», поступил на службу на радиостанцию «Свобода»…
— Юрий Скворцов, журнал «Советский экран», №11, 1985 год

## В ролях
| Актёр                  | Роль                               |
| ---------------------- | ---------------------------------- |
| Тимофей Спивак         | Максим Рутковский                  |
| Милена Тонтегоде       | Тереза                             |
| Александр Вокач        | Зубко                              |
| Евгения Ханаева        | Валерия Сопеляк                    |
| Глеб Стриженов         | Эдуард Сопеляк                     |
| Александр Пороховщиков | Юрий Синишин                       |
| Улдис Думпис           | Генрих Мартинец                    |
| Петерис Гаудиньш       | Николай Мартинец                   |
| Юрий Шерстнев          | Влас                               |
| Эдуард Марцевич        | Лодзен, шеф СБ Радио «Свобода»     |
| Валентин Никулин       | Родионов                           |
| Юрий Мажуга            | священник Иван Качур               |
| Елизавета Дедова       | связная, возлюблённая Ивана Качура |
| Ростислав Янковский    | профессор Даниил Робак             |
| Сергей Полежаев        | Зиновий Лакута, гость на приёме    |
| Юрий Муравицкий        | Савва                              |
| Олег Федулов           | агент ФБР                          |
| Василий Орлов          | генерал Крылов                     |

## Съёмочная группа
- Режиссёр: Валерьян Пидпалый
- Сценаристы: Валерьян Пидпалый, Ростислав Самбук
- Оператор: Вадим Верещак
- Композитор: Вячеслав Назаров
- Художник: Анатолий Добролежа
- Каскадёр: Виктор Андриенко

## История создания
Мы брали, по сути дела, типичные биографии эмигрантов, особенно тех, кто опасаясь справедливого возмездия, покинул Украину после окончания Великой Отечественной войны. Некоторые из наших экранных «героев» почти полностью соответствуют их реальным прототипам. Приведу только один пример. Важное действующее лицо нашего фильма — крупный сотрудник ЦРУ Лодзен, фактически идейный руководитель радиостанции «Свобода». Нам не надо было придумывать этого персонажа, мы взяли его из жизни, слегка изменив его фамилию: это Джон Лодейзен, бывший когда-то одним из секретарей американского посольства в Москве, затем шесть лет работавший в Брюсселе в НАТО, потом в Мюнхене. Враг сильный и опытный. И поэтому его надо показать таким, каков он есть, хотя сейчас «Свободу» возглавляет уже не он, а другой, не менее изощрённый и хитрый специалист по психологической войне…
— Валерьян Пидпалый, журнал «Советский экран», №8, 1985 год

## Критика
Фильм посмотрело 18,3 млн зрителей.
Лента позиционировалась как разоблачающая подрывную деятельность радиостанции «Свобода», и как фильм об обострившемся идеологическом противоборстве.
Как отметил Фёдор Раззаков, фильм, как и другие фильмы гражданско-патриотической направленности, в перестроечное время — через два года после его выхода, подвергся критике со стороны либералов: так, в статье по итогу 5-го съезда Союза кинематографистов в 1986 году журнал «Искусство кино» печатал: 

В своё время мы не отважились опубликовать резко критическую рецензию на фильм «Канкан в Английском парке», показалась она нам недостаточно аналитичной. А чего там было анализировать, когда опытному критику сразу видно: спекуляция на теме. 
— журнал «Искусство кино», №10, 1986 год
Причину такой резкой критики Фёдор Раззаков видит в том, что в фильме фигурирует радиостанция «Свобода» — «одна из самых почитаемых советскими либералами западных радиостанций, вещающих на русском языке». 

## Фестивали и награды
- 1985 — 18-й Всесоюзный кинофестиваль (Минск) в программе художественных фильмов:[9] — Диплом жюри за разработку политической темы фильму «Канкан в Английском парке»[10][11][12].